# Erlinsburgen
Die Erlinsburgen sind eine Ansammlung von mittelalterlichen Mauerresten auf der Lehnfluh, einem etwa 1000 Meter langen Grat am Jurasüdfuss an der Grenze der Kantone Bern und Solothurn in der Schweiz.
Heute lassen sich vier Anlagen auseinanderhalten:
- Vordere oder obere Erlinsburg (Kanton Bern, Niederbipp), 70 × 25 Meter, 12./13. Jahrhundert
- Mittlere Erlinsburg (Kanton Solothurn, Oensingen), 15 × 15 Meter, 11./12. Jahrhundert
- Hintere oder untere Erlinsburg[2] (Kanton Solothurn, Oensingen), 65 × 25 Meter, 11./12. Jahrhundert
- Hinterste Erlinsburg (Kanton Solothurn, Oensingen), 15 × 4,5 Meter, 11./12. Jahrhundert

Obwohl alle vier Anlagen als „Erlinsburgen“ bezeichnet werden, ist wohl nur die Vordere Erlinsburg als die Burg anzusehen, die zur Herrschaft Erlinsburg gehörte. Diese Ruine kann heute über einen Wanderweg erreicht werden. Alle Ruinen befinden sich in einem Naturschutzgebiet.

## Geschichtlicher Überblick
Bereits im Paläolithikum haben sich Menschen auf der Lehnflue aufgehalten, wie ein Fund einer Kristallklinge belegt, welcher zwischen 17'000 und 9500 v. Chr. datiert wurde. Auch im 4. Jahrtausend v. Chr. hielten sich Menschen auf der Lehnflue auf. Funde aus der Bronzezeit (Keramik, Bronze, Armband, Sichelfragment, Nadeln) deuten auf die Existenz einer Höhensiedlung (15. bis 14. Jahrhundert v. Chr.). Münzfunde aus der Spätlatènezeit (450–15 v. Chr.) wurden im Bereich der mittleren Erlinsburg aufgefunden und deuten auf eine kultische Funktion des Orten hin. Eine Besiedlung der Lehnflue in der römischen Zeit ist seit dem 3. Jahrhundert n. Chr. belegt. Frühmittelalterliche Spuren deuten auf eine Siedlung im 7. Jahrhundert hin.
Im 11. Jahrhundert setzten Bautätigkeiten der Burganlagen auf der Lehnflue ein, angefangen mit der Errichtung der hinteren Erlinsburg, welche danach die Dörfer Oensingen und Bienken verwaltete. Etwa zur gleichen Zeit erschienen die kleineren Anlagen der mittleren und hintersten Erlinsburgen. Es wird vermutet, dass es sich nur bei der hinteren Erlinsburg und der später hinzukommenden vorderen Erlinsburg (12. Jahrhundert) um eigentliche Burgen handeln, wobei es sich bei den kleineren Anlagen um andere Bauten handeln könnte (Vorwerke, Wachtürme, Fluchtorte, Sakralbauten). Diese kleineren Anlagen wurden bereits im 12. Jahrhundert wieder aufgegeben. Die hintere Erlinsburg wurde vermutlich im 13. Jahrhundert zugunsten der Neu-Bechburg aufgegeben. Die am besten dokumentierte Anlage, die vordere Erlinsburg, wurde womöglich von Bechburgern erbaut und bildete das Zentrum der Herrschaft Erlinsburg. 1418 wurde die Herrschaft Erlinsburg an das Amt Bipp übertragen und die Burganlage aufgegeben.
Die mittlere Erlinsburg wurde erst 1952 entdeckt, die Mauerspuren der hintersten erst 1999.